# Antal Kocsis
Antal Kocsis, född 17 november 1905 i Budapest, död 25 oktober 1994 i Titusville, var en ungersk boxare.
Kocsis blev olympisk mästare i flugvikt i boxning vid sommarspelen 1928 i Amsterdam.